# Premundial Sudamericano de Voleibol Femenino 2013
El Premundial Sudamericano de Voleibol Femenino 2013 se celebró en San Juan (Argentina) del 18 al 20 de octubre de 2013 bajo la organización de la Confederación Sudamericana de Voleibol, que puso en juego dos plazas para el campeonato mundial a realizarse en Italia.
La clasificación para los equipos sudamericanos constó de dos etapas: la primera fue el Campeonato Sudamericano de Voleibol Femenino de 2013, en el que el equipo campeón se clasificó directamente a la cita mudialista y los restantes cuatro equipos se clasificaron para disputar este torneo.

## Países participantes
Siete países pertenecientes a la Confederación Sudamericana de Voleibol se inscribieron para participar en el proceso de clasificación. Posteriormente, Uruguay renunció a participar, quedando entonces seis equipos.
| - Argentina - Brasil - Chile - Colombia | - Perú - Uruguay - Venezuela |

En el Campeonato Sudamericano (que se realizó en Ica, Perú) el campeón, el equipo de Brasil, se clasificó directamente al Mundial, y los equipos del segundo al quinto se clasificaron para el torneo clasificatorio: Argentina, Perú, Colombia y Venezuela. Posteriormente, Venezuela declinó su participación, por lo que el torneo fue solo de tres equipos.
Las posiciones fueron:
| Rank              | Team              |
| ----------------- | ----------------- |
| Medalla de oro    | Brasil            |
| Medalla de plata  | Argentina         |
| Medalla de bronce | Perú (país local) |
| 4                 | Colombia          |
| 5                 | Venezuela         |
| 6                 | Chile             |

|  | Clasificación directa para el Mundial |
|  | Torneo clasificatorio                 |

## Torneo de clasificación
- Sede:  Polideportivo Aldo Cantoni, Ciudad de San Juan, Argentina
- Fechas: 18 - 20 de octubre de 2013
- Todos los horarios corresponden a la hora local de Argentina (UTC-3)

| Equipo    | J | G | P | SG | SP | PG  | PP  | DP    | PTS |
| --------- | - | - | - | -- | -- | --- | --- | ----- | --- |
| Argentina | 2 | 2 | 0 | 6  | 0  | 150 | 45  | 3,333 | 6   |
| Colombia  | 2 | 1 | 1 | 3  | 5  | 144 | 175 | 0,823 | 2   |
| Perú      | 2 | 0 | 2 | 4  | 6  | 100 | 174 | 0,575 | 1   |

| Fecha         | Hora  | Encuentro            | Resultado | Set   | Set   | Set   | Set   | Set   | Puntuación total |
| Fecha         | Hora  | Encuentro            | Resultado | 1     | 2     | 3     | 4     | 5     | Puntuación total |
| ------------- | ----- | -------------------- | --------- | ----- | ----- | ----- | ----- | ----- | ---------------- |
| 18 de octubre | 20:00 | Perú - Colombia      | 2-3       | 25-19 | 17-25 | 25-15 | 20-25 | 13-15 | 100-99           |
| 19 de octubre | 19:30 | Argentina - Colombia | 3-0       | 25-21 | 25-18 | 25-6  |       |       | 75-45            |
| 20 de octubre | 14:30 | Argentina - Perú     | 3-0       | 25-0  | 25-0  | 25-0  |       |       | 75-0             |

- Argentina ganó los dos primeros sets (25-20, 25-19) pero Perú abandonó en la mitad del tercer set (13-9) y finalmente el resultado oficial fue de 25-0, 25-0 y 25-0.[4]